# ES-TRIN

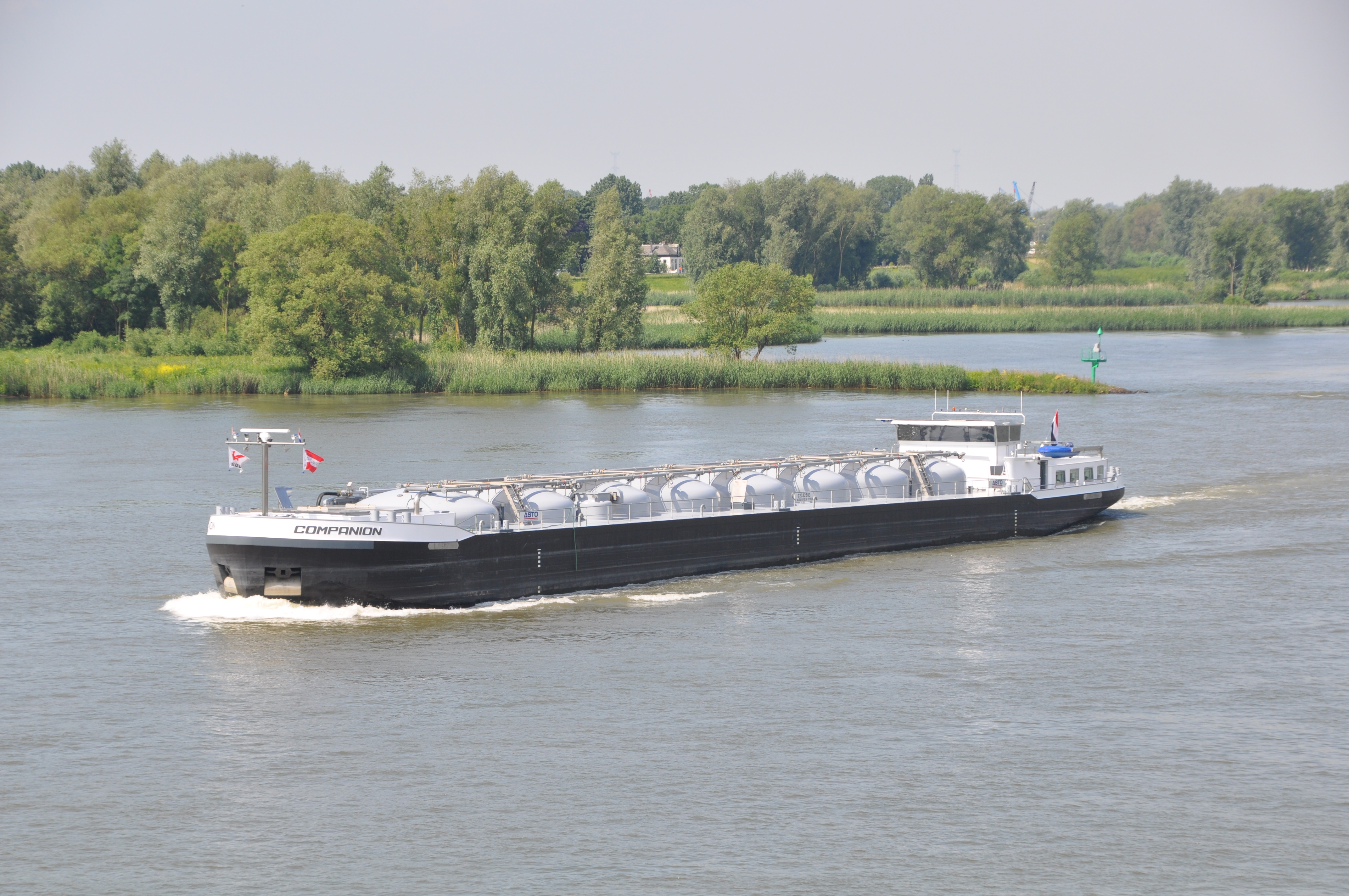
De Companion, een cement-tanker op de Merwede

ES-TRIN (Engels: European Standard laying down Technical Requirements for Inland Navigation vessels; Nederlands: Europese standaard tot vaststelling van de technische voorschriften voor binnenschepen) is een in de binnenvaartbranche algemeen gebruikte term voor de standaard waarin de technische voorschriften opgenomen die noodzakelijk zijn voor de veiligheid van de op de Europese binnenwateren varende binnenschepen. Het is bedoeld voor uniforme, moderne en gebruiksvriendelijke voorschriften.
Het is een document van CESNI, dat staat voor het Europees Comité voor de opstelling van standaarden voor de binnenvaart.
In de standaard worden de nodige eenvormige technische voorschriften vastgesteld om de veiligheid van binnenvaartschepen te verzekeren. De standaard bevat bepalingen met betrekking tot de bouw, inrichting en uitrusting van binnenschepen, speciale bepalingen voor specifieke categorieën van vaartuigen zoals passagiersschepen, duwstellen en containerschepen, bepalingen met betrekking tot de identificatie van vaartuigen en modelcertificaten en het modelregister, overgangsbepalingen en instructies voor de toepassing van de standaard, samen met nieuwe voorschriften voor het gebruik van vloeibaar aardgas (LNG) als brandstof.
ES-TRIN is op zichzelf niet bindend. Zolang de toepassing van deze standaard nog niet in Europees nationale wetgeving is verankerd, blijven het Reglement Onderzoek Schepen op de Rijn (ROSR) en op het overige bevaarbare binnenwater de geharmoniseerde voorschriften van Richtlijn 2006/87/EG van kracht.
De standaard is niet alleen in het Nederlands opgesteld, maar ook in het Duits, Engels en Frans. Het document bevat in de Nederlandse versie 502 pagina's, inclusief de bijlagen.

## Geschiedenis
De Centrale Commissie voor de Rijnvaart en de Europese Unie wilden samen de governance op Europees vlak versterken. In 2013 is daartoe al een administratieve overeenkomst tussen de directeur-generaal Mobiliteit en Transport van de Europese Commissie en de secretaris-generaal van de Centrale Commissie gesloten. Op 3 juni 2015 heeft de CCR tijdens de plenaire voorjaarszitting in Rotterdam daartoe dit comité ingesteld. Het heeft op zijn beurt tijdens de vergadering van 26 november 2015 in Den Haag de werkgroep voor de technische voorschriften voor binnenschepen (CESNI/PT) en de werkgroep voor de beroepskwalificaties (CESNI/QP) ingesteld, die de standaarden en beslissingen hebben voorbereid. CESNI heeft in 2015 de eerste editie van de Europese standaard tot vaststelling van de technische voorschriften voor binnenschepen (ES-TRIN) aangenomen.

## Edities
- 2015/1 aangenomen op 26 november 2015
- 2017/1 aangenomen op 6 juli 2017[4]
- 2019/1 aangenomen op 8 november 2018[5]
- 2021/1 aangenomen op 13 oktober 2020[6]

Deze laatste vergadering werd gehouden via een videoconferentie. Alleen de voorzitter en leden van het secretariaat volgden de vergadering vanuit het Palais du Rhin in Straatsburg. Elf lidstaten (Oostenrijk, België, Kroatië, de Tsjechische Republiek, Frankrijk, Duitsland, Luxemburg, Nederland, Roemenië, Zwitserland en Slowakije), de Europese Commissie, de riviercommissies (voor de Donau, Moezel, Rijn en Sava) en zes erkende organisaties (CEMT, EBU, ESO, ETF, GERC en IVR) waren vertegenwoordigd, alsook Oekraïne in zijn hoedanigheid van waarnemersstaat.